# Driozaury
Driozaury – grupa dinozaurów ptasiomiednicznych z infrarzędu ornitopodów.

## Występowanie

### Czas
Najstarsze zwierzęta, które z pewnością można zaliczyć do Dryosauridae żyły w późnej jurze; przedstawicielem grupy mógł też być środkowojurajski Callovosaurus. Ostatni znani przedstawiciele grupy żyli we wczesnej kredzie.

### Miejsce
Zamieszkiwały tereny dzisiejszej Ameryki Północnej, Afryki, Europy i być może Ameryki Południowej.

## Wielkość
- Długość: od 3 do 5 metrów,
- Wysokość: około 1,5 metra,
- Waga: od 60 do 90 kg.

## Pożywienie
Driozaury żywiły się typowymi roślinami późnej Jury i wczesnej Kredy rosnącymi nie wyżej niż 4 metry nad ziemią. Do zrywania roślin służył im bezzębny dziób.

## Rodzaje
- Driozaur
- Dysalotosaurus
- Elrhazosaurus
- Kallowozaur
- Kangnazaur
- Waldozaur